# La Salceda
La Salceda es una localidad perteneciente al municipio de Torre Val de San Pedro, en la provincia de Segovia, comunidad autónoma de Castilla y León, España. En 2022 contaba con 52 habitantes.

## Geografía física

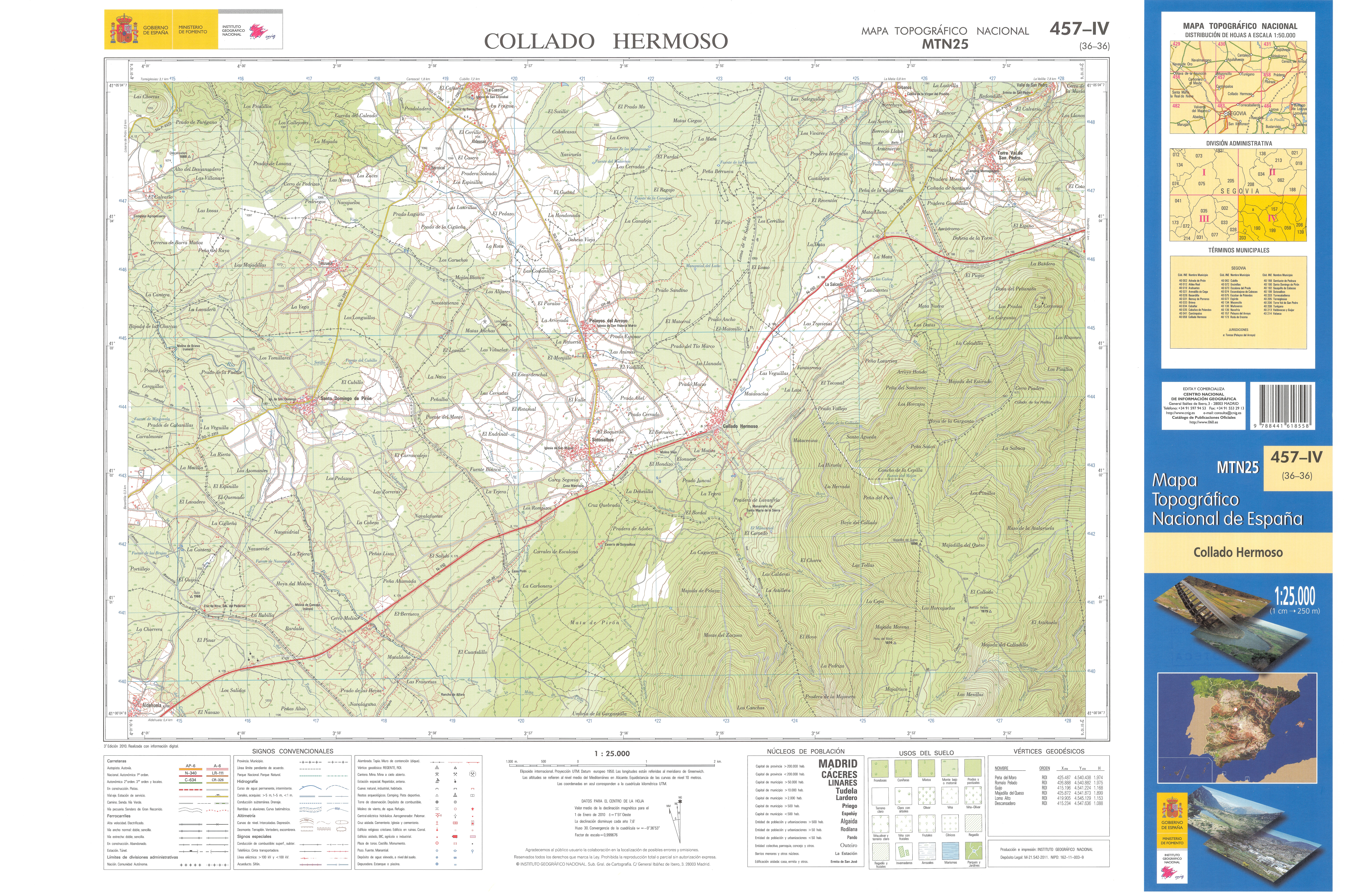
Fragmento de la hoja 457 del Mapa Topográfico Nacional de España de 2010 en el que se representa parte de La Salceda

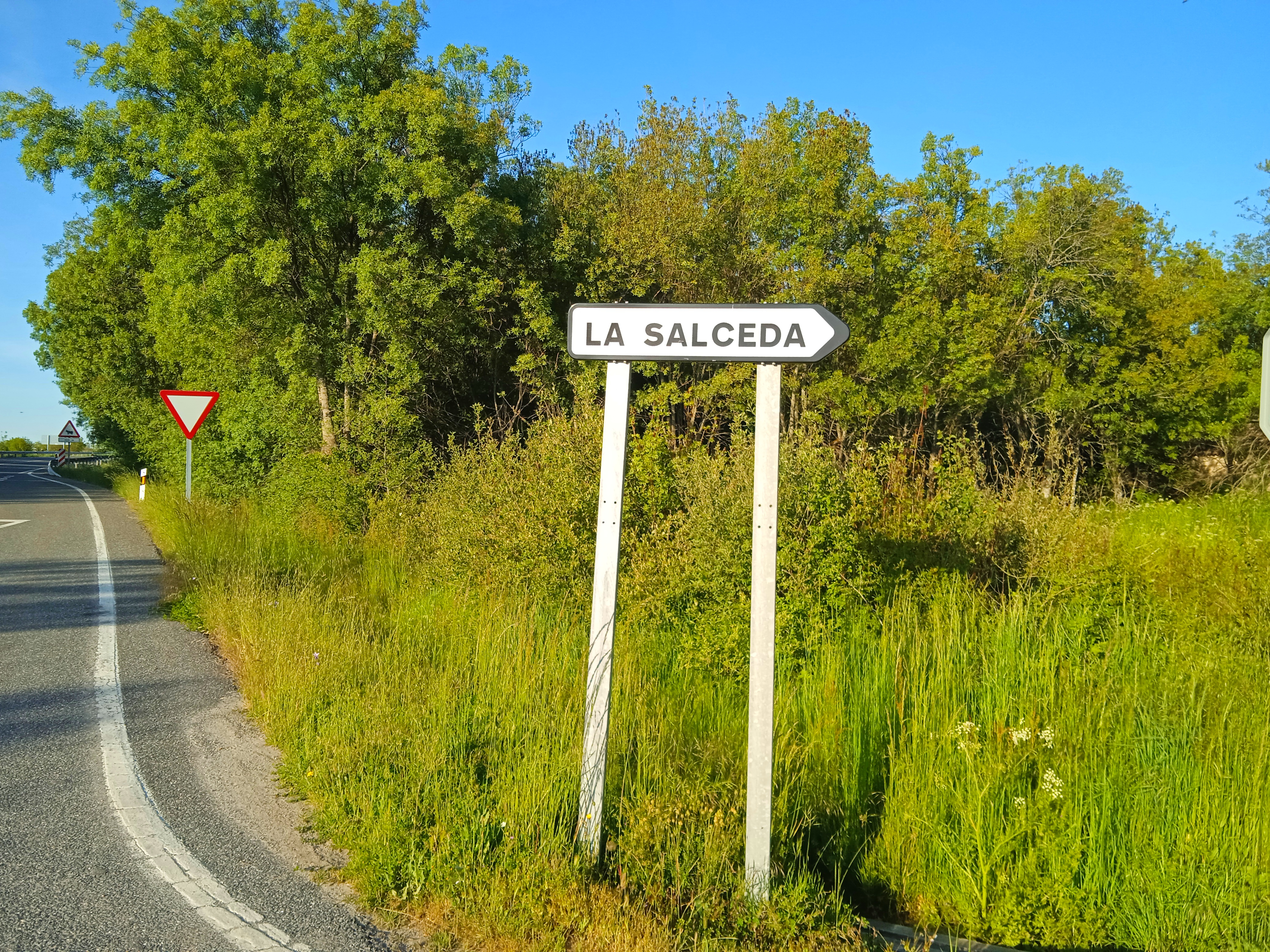
Entrada a la zona urbanizada desde la N-110

Se sitúa a un margen de la carretera N-110 (que conecta Segovia y la A-1) entre Collado Hermoso y el desvío por la SG-P-2322 (que discurre hasta la SG-205), concretamente en el lado que da a la ascensión a la sierra de Guadarrama, estando todo el núcleo dentro del Parque natural de la Sierra Norte de Guadarrama y parte de su término en el parque nacional de la Sierra de Guadarrama.
La zona urbanizada está asentada sobre dos amplias extensiones de terreno conocidas como Eras Bajas y Altas y dista 2 km de Torre Val de San Pedro, 21 km de Segovia y 62 km de Madrid.

### Despoblados
En su término local se sitúa el despoblado de Rabinato nombrado en 1204 como Sancta Maria de Rabinat, estaría localizado en las cercanías de los parajes prado Rabinal y fuente Rabinal.
También en 1204 se menciona el despoblado de Robledillo como Robredeio, se sitúa en el barrio de Las Cruces, paraje sito en un robledal en la encimada del pueblo. La tradición achaca el vaciamiento a una boda, en la que se utilizó una fuente envenenada por una salamanquesa, muriendo todos los vecinos. La conservada fuente maldita se llama Fuente del Naranjal. La cacera de agua procedente de los dientes de Collado Hermoso atraviesa el despoblado, heredando La Salceda tras su desaparición el derecho a las aguas.
A la derecha de la N-110, dirección a Soria cerca de la bifurcación de la carretera de Sepúlveda, se encuentra el despoblado de Santa Águeda, actual paraje de los prados de Santa Águeda.

## Historia

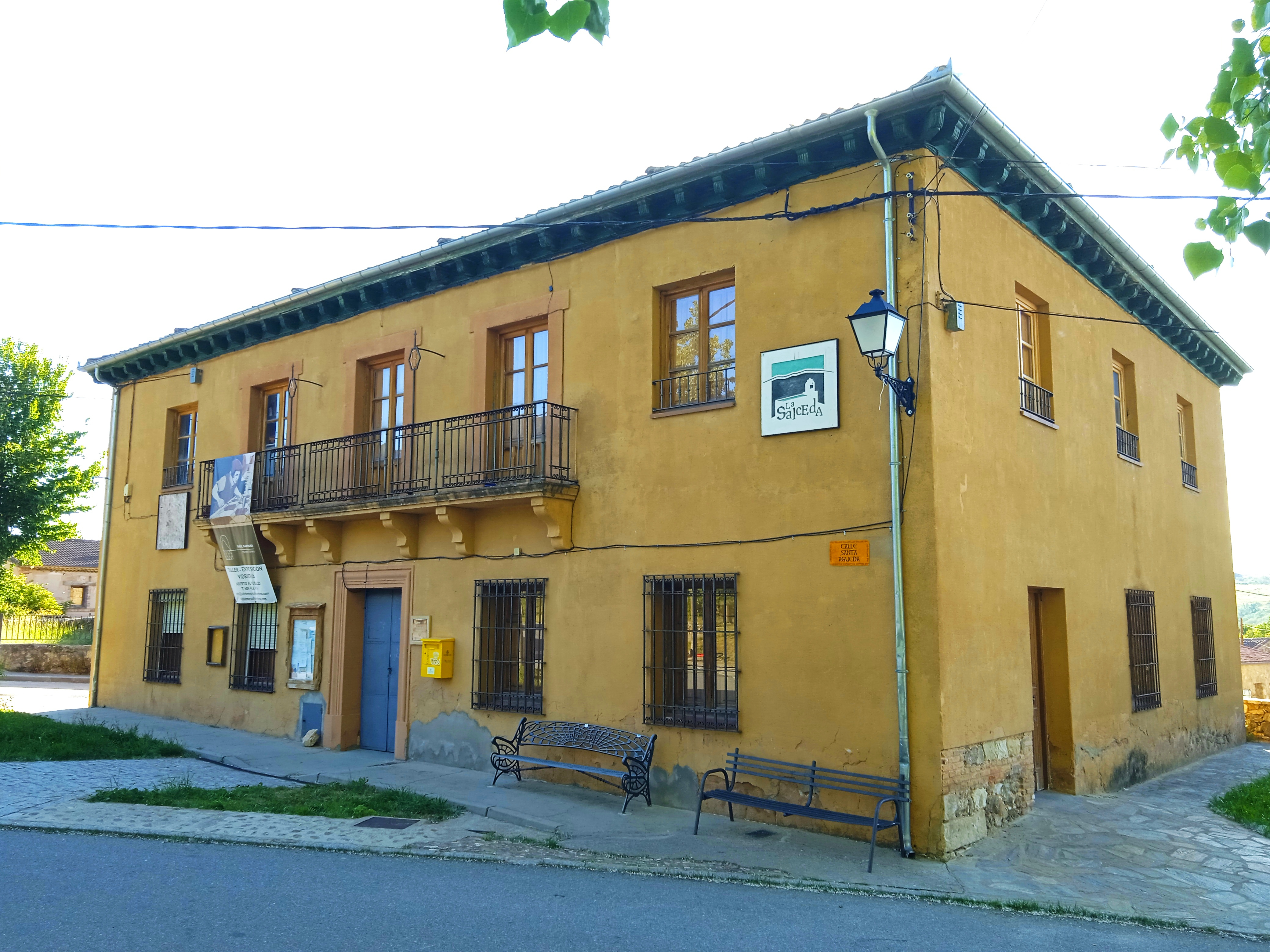
Edificio municipal, antigua sede del ayuntamiento. Hoy consultorio médico, vivero de empresas, centro de exposiciones y lugar de reunión.

Escudo de Torre Val de San Pedro con un sauce en su parte inferior representando a La Salceda

El territorio es repoblado durante la Reconquista, dentro de la Comunidad de Villa y Tierra de Pedraza.
Su nombre posiblemente se deba a una gran presencia de sauces o un bosque de ellos, llamados en tierras segovianas en el medievo salces, del latín slix-salicis, en algunos registros aparece solamente como Salceda, sin incluir el determinante La.
Antiguamente estuvo anejada al municipio de Collado Hermoso.Fue un municipio independiente hasta el 1 de julio de 1970, cuando se integraría dentro de Torre Val de San Pedro y perdería la capacidad de autogestión que conservaba desde la Reconquista.

## Geografía humana

### Demografía
| Gráfica de evolución demográfica de La Salceda entre 1842 y 1960 |
| |
| Población de derecho según los censos de población del INE Población de hecho según los censos de población del INEEn estos censos se denominaba Salceda: 1842, 1857, 1860, 1877, 1887 y 1897 Entre el censo de 1970 y el anterior, este municipio desaparece porque se integra en el municipio 40206 (Torre Val de San Pedro) |

| 38            | 38 | 43 | 16 | 46 | 48 | 49 | 44 | 43 | 45 | 43 | 52 |
| (Fuente: INE) |    |    |    |    |    |    |    |    |    |    |    |

### Economía
Además de las actividades tradicionales de la agricultura y especialmente la ganadería sobre todo la trashumante, se suma hoy la actividad de varias casas rurales y otros establecimientos turísticos.

## Cultura

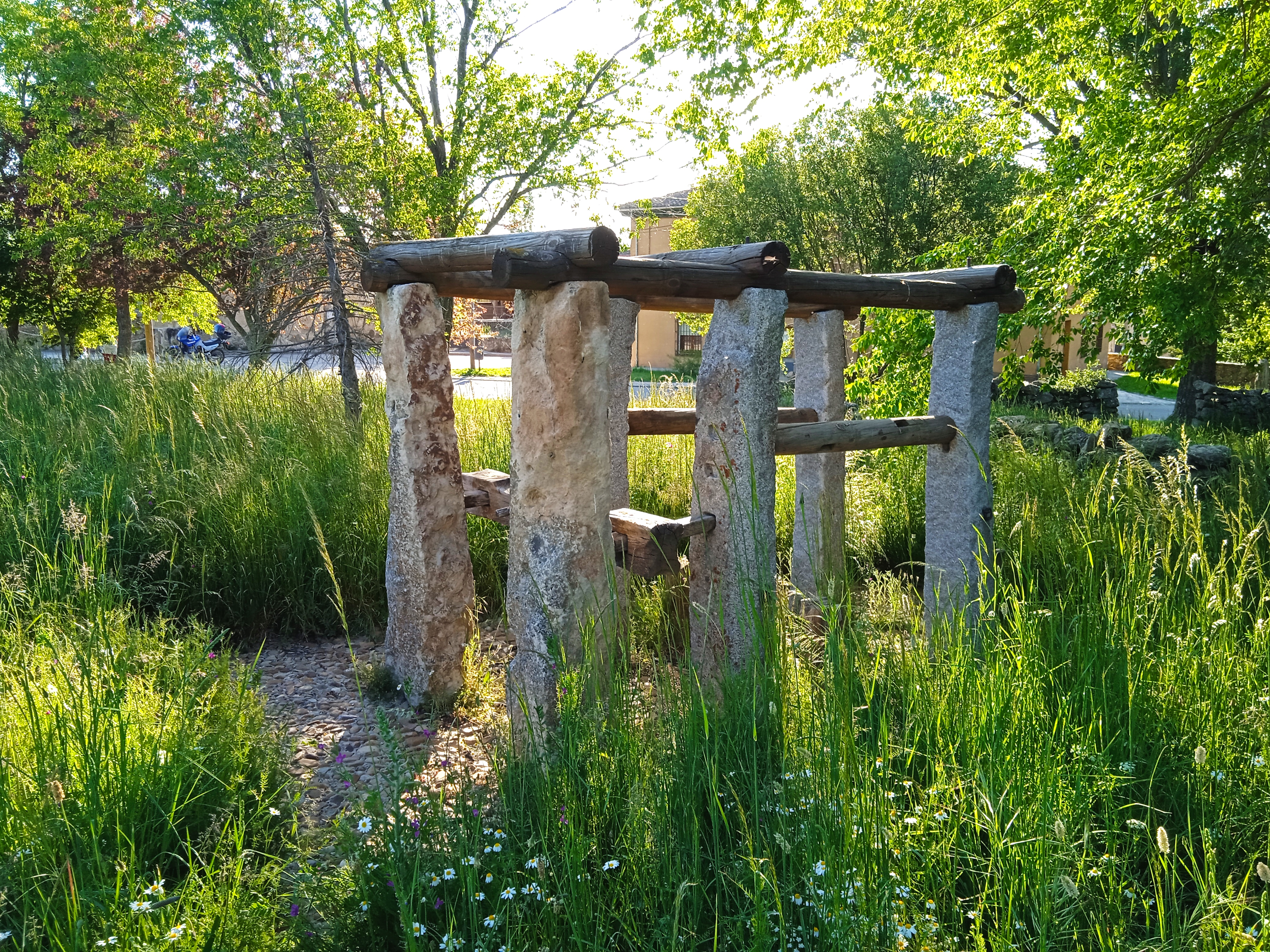
Potro de herrar

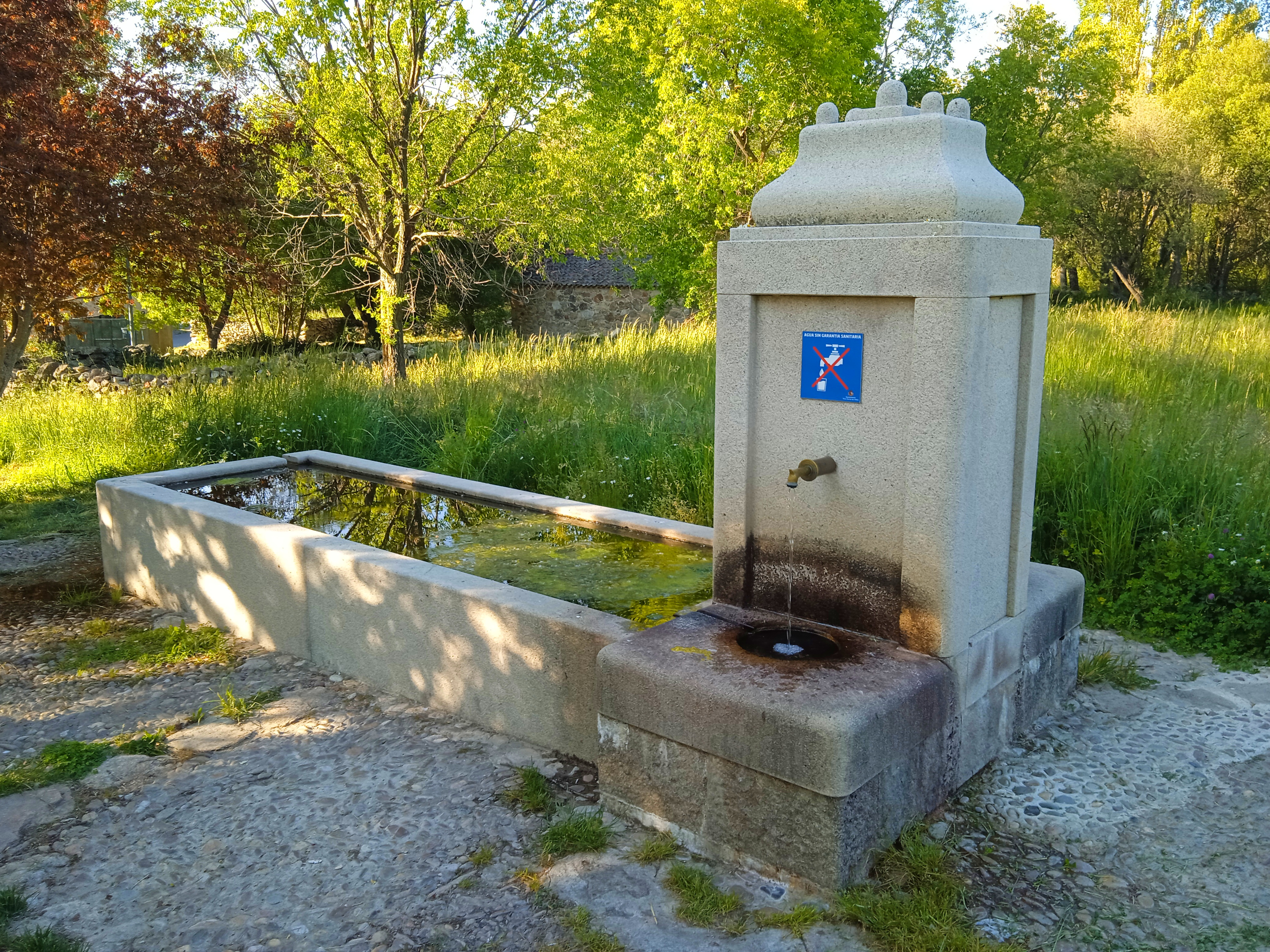
Fuente rehabilitada con pilón abrevadero

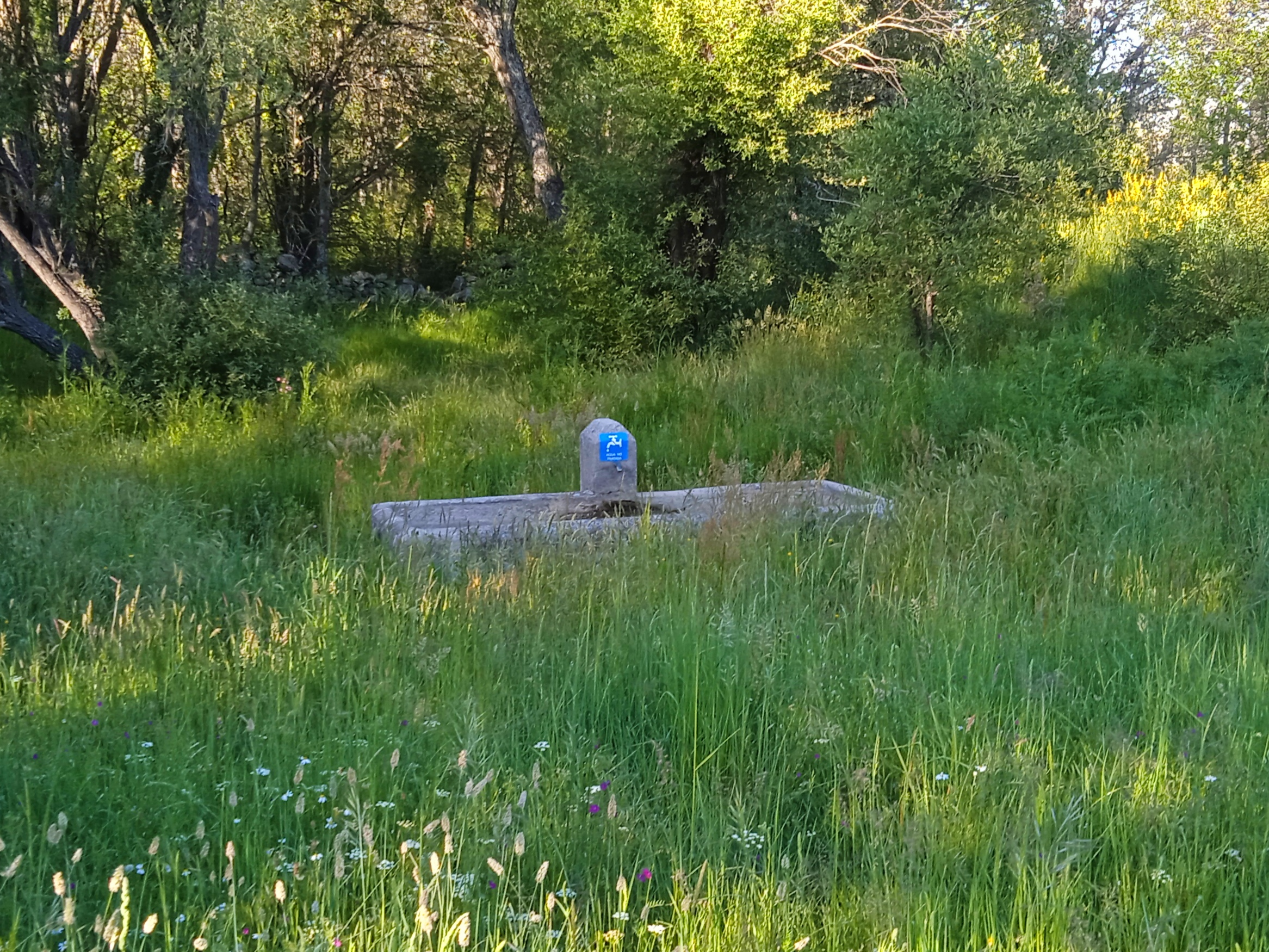
Fuente de La Salceda

### Patrimonio
- Iglesia parroquial de Nuestra Señora del Rosario. Construida en estilo barroco durante el siglo XVIII quizá sobre un templo anterior, conservando en su interior una escultura gótica del siglo XIV que representa a la Virgen. Guardó también hasta su robo las imágenes de Santa Águeda (virgen siciliana) y Santa Aguedilla, procedentes del despoblado de Santa Águeda.[8]
- Cañada Real Soriana Occidental, conocida en estos lares como Cañada de la Vera de La Sierra, a la que se accede desde una vía pecuaria que llega al pueblo;
- Parque natural de la Sierra Norte de Guadarrama que abarca todo el pueblo y su término;
- Parque nacional de la Sierra de Guadarrama que incluye las cotas de mayor altitud;
- Maquinaria y apeos agrícolas antiguos expuestos en las calles;
- Dos fuentes, una de ellas con abrevadero en forma pilón recientemente rehabilitado;

- Potro de herrar, en buen estado de conservación;
- Exposición permanente Asociación “Arte No Común”.[12][5][7]

### Fiestas
- Nuestra Señora de la Asunción y San Roque, del 15 al 16 de agosto;
- San Antonio, el 13 de junio.[5][7]

### Gastronomía
- Destacan los productos cárnicos procedentes de la matanza, tradición local muy arraigada.[13]